# The Talons of Weng-Chiang
The Talons of Weng-Chiang (Las garras de Weng-Chiang) es el sexto y último serial de la 14.ª temporada de la serie británica de ciencia ficción Doctor Who, emitido originalmente en seis episodios semanales del 26 de febrero al 2 de abril de 1977.

## Argumento
El Cuarto Doctor y Leela se dirigen a Londres para que Leela pueda aprender las costumbres de sus antepasados, específicamente el teatro musical de la Inglaterra victoriana. Actuando en el Palace Theatre está el mago Li H'sen Chang, a pesar de que el Doctor esperaba ver a Little Tich. De camino al teatro, el Doctor y Leela se encuentran a un grupo de hombres chinos que aparentemente han matado a un taxista. Intentan silenciar al Doctor y Leela, pero se asustan por el sonido lejano de un policía. Escapan todos menos uno, y este, junto con el Doctor y Leela, son llevados a la comisaría local. Allí llaman a Li H'sen CHang para que haga de intérprete, pero, aunque nadie lo sabe, él es el líder del grupo, y en secreto le da al cautivo una píldora con veneno de escorpión concentrado, que este se toma inmediatamente, y muere. El Doctor, tras un breve examen del cuerpo, descubre el tatuaje de un escorpión, el símbolo de la Pinza del Escorpión Negro, seguidores devotos del antiguo dios Weng-Chiang...

### Continuidad
Esta es la única historia de la era de Tom Baker en la que no lleva ninguna de sus icónicas bufandas, llevando en su lugar un vestuario que recuerda al de Sherlock Holmes. Leela tampoco lleva sus pieles. Según la información del DVD, este cambio de vestuario se suponía iba a ser permanente, ya que el Doctor y Leela establecieron una relación al estilo del profesor Higgins y Eliza Doolitle de Pygmalion o My Fair Lady, pero esta idea se desechó rápidamente. En cierto punto, el Doctor vacía sus bolsillos, revelando un buen puñado de artilugios, incluyendo una bolsa de sus clásicas gominolas y un batmovil de juguete. La historia alude al serial del Primer Doctor Marco Polo, cuando el Doctor dice, "No he estado en China desde hace 400 años".

## Producción
| Episodio          | Fecha de emisión      | Duración | Espectadores en millones | Estado en el archivo  |
| ----------------- | --------------------- | -------- | ------------------------ | --------------------- |
| Episodio 1        | 26 de febrero de 1977 | 24:44    | 11,3                     | Cinta original en PAL |
| Episodio 2        | 5 de marzo de 1977    | 24:26    | 9,8                      | Cinta original en PAL |
| Episodio 3        | 12 de marzo de 1977   | 21:56    | 10,2                     | Cinta original en PAL |
| Episodio 4        | 19 de marzo de 1977   | 24:30    | 11,4                     | Cinta original en PAL |
| Episodio 5        | 26 de marzo de 1977   | 24:49    | 10,1                     | Cinta original en PAL |
| Episodio 6        | 2 de abril de 1977    | 23:26    | 9,3                      | Cinta original en PAL |
| [ 2 ] [ 3 ] [ 4 ] |                       |          |                          |                       |

La historia de Robert Banks Stewart The Foe from the Future, que después se adaptó en audiodrama en 2012, inspiró algunos elementos de este serial. Entre los títulos provisional de la historia se incluyen The Talons of Greel. Esta fue la última historia de Doctor Who producida por Philip Hinchcliffe, que sería sucedido por Graham Williams como productor de la serie, y que asistió al rodaje del serial. Esta historia también fue el primer trabajo de John Nathan-Turner, aquí como mánager de la unidad de producción. Nathan-Turner sucedería a Williams como productor de 1980 a 1989.
El rodaje del serial se hizo en Wapping, Londres. Los interiores del teatro se rodaron usando cámaras de video durante cuatro días en el Royal Theathre de Northampton. La gran pila de paja que se ve en una escena se puso para cubrir un coche moderno que no se había retirado de la calle. El equipo de producción consideró brevemente hacer un spin-off con los personajes de Jago y Littlefoot.
La producción del serial apareció en un documental de BBC Two, Whose Doctor Who, presentado por Melvyn Bragg, que fue parte de la serie de artes The Lively Arts. Incluyó entrevistas con Tom Baker, Philip Hinchcliffe y fanes de la serie, y fue el primer documental de este tipo que hizo la BBC sobre la serie, y que se transmitió un día después de la emisión del último episodio. El programa se incluyó como extra en los DVD de The Talons of Weng-Chiang.